# 山平村
山平村（やまだいらむら）は、かつて新潟県東頸城郡に存在した村。

## 沿革
- 1901年（明治34年）11月1日 - 東頸城郡北山村、北平村が合併し、山平村が成立。
- 1954年（昭和29年）3月31日 - 東頸城郡松代村と合併し、松代村を新設して消滅。